# Fjällbackamorden: Ljusets drottning
Fjällbackamorden: Ljusets drottning es una película estrenada el 20 de noviembre de 2013 y fue dirigida por Rickard Petrelius. Está basada en las novelas de Michael Hjorth y Camilla Läckberg.
Es la sexta y última entrega de la franquicia y forma parte de las películas de Fjällbackamorden. 

## Historia
En diciembre de 1931 durante una noche fría de invierno Astrid, una joven mujer que había sido elegida como la "Santa Lucía" (una tradición sueca que honra a las adolescentes) corre a través del hielo con su vestido blanco tradicional y luego de dejar caer la corona de velas en la nieve, camina hacia el canal congelado donde se suicida al caer a las aguas oscuras y desaparecer. 
En la actualidad la escritora Erica Falck y su esposo el oficial Patrik Hedström asisten el 13 de diciembre de 2012 junto a su familia a la iglesia para ver la celebración de "Santa Lucia", sin embargo Lovisa Holm, la joven elegida para interpretarla ha desaparecido, cuando Elias y Kajsa se dan cuenta de que no está en ninguna parte escogen a la joven Henny Lundgren, la amiga de Lovisa para que interprete el papel, al finalizar la ceremonia, Erica ve al empresario Henrik Lagerman y al joven Axel Själland, teniendo una discusión durante la celebración.
Henny comienza a preocuparle la desaparición de Lovisa por lo que decide buscarla en un almacén abandonado donde siempre iba para ver si estaba ahí, pero no la encuentra. Al día siguiente cuando la madre de Lovisa reporta su desaparición, Patrik comienza a investigar.
Durante un flash-back a Fjällbacka en 1931, Astrid trabajaba como mucama en la casa de Greger y su familia, también se revela que Astrid mantenía una aventura con él, y luego de que le jurará que no estaba jugando con ella, Astrid acepta continuar con el amorío.
En la actualidad Ylva Lagerman, la hermana de Henrik encuentra nuevas amenazas en contra de él y cuando le dice que va a llamar a la policía Henrik se niega. Al día siguiente Erica va a visitar a la madre de Lovisa, Sissela, quien le dice que su hija era muy buena amiga de Henny desde que eran pequeñas, también le dice que Lovisa es una buena nadadora, que no tenía novio y que mantenía una buena relación con ella; luego visita al entrenador de natación de Lovisa, quien le dice que desde otoño Lovisa había dejado de asistir a las clases; cuando se encuentra con Kajsa, ella le dice que Lovisa no vivía con su madre y finalmente cuando visita a Henny van al departamento de Lovisa, ahí Erica intenta sacarle información pero Henny huye, mientras tanto Erica continúa buscando en el departamento y cuando descubre una foto de Henrik Lagerman con la frase: "A mi amada Lovisa", le dice a Patrik que creía que mantenían una aventura.
Ese mismo día en la noche Axel visita a la esposa de Henrik, Fia Lagerman y le muestra unas fotos en donde se ve a Henrik engañándola con Lovisa. Al mismo tiempo mientras Henrik supervisa la mercancía que va a ser llevada al día siguiente aparece un hombre, al día siguiente cuando uno de los empleados de la empacadora llega descubre que la carga ha sido robada y a Henrik asesinado. 
Patrik al ser notificado del asesinato y comienza interrogando a Fia, quien le dice que su esposo tenía muchos enemigos, ya que había despedido a mucha gente. Erica visita nuevamente a Axel y le cuenta sobre el asesinato, cuando le pregunta la razón por la cual había discutido con él, Axel le dice que Henrik lo había despedido mientras trabajaba para él. También interroga a Ylva y a Björn Lundgren, uno de los empleados de la empacadora, padre de Henny y novio de Ylva.
Mientras tanto Ylva le muestra a Patrik las amenazas que su hermano había estado recibiendo y cuando le cuenta que anteriormente la empacadora "Crecer-Stkust" era la número uno antes de que ellos llegaran, Patrik cree que alguien de ahí estaba intentando desacreditar a los Lagerman en venganza por haberles quitado el puesto y la clientela. Cuando Erica va a visitar a Elias y le pregunta si sabía que Lovisa y Henrik mantenían una aventura, él lo niega y le dice que no creía que fuera verdad ya que Lovisa salía con Axel, cuando va a corroborar la información con Sissela, ella le dice que la relación había terminado en otoño y que posteriormente Axel y Henny habían comenzado a salir. Erica y Patrik comienzan a realizar las preparaciones para celebrar la Navidad en su casa por primera vez. 
Al día siguiente Patrik visita a Ulla Lennartson, la dueña de la empacadora rival, mientras que Erica recibe la visita de Henny quien le dice que Axel había desaparecido y creía que estaba involucrado en la desaparición de Lovisa, cuando la cuestionan sobre la razón por la que| había mentido cuando le habían preguntado si Lovisa tenía novio, Henny les dice que desde que eran pequeñas todos los jóvenes se enamoraban de Lovisa y no de ella, así que por celos había decidido contarle a Axel sobre la aventura de su amiga con Henrik para que ya no estuviera interesado en Lovisa y se fijara en ella, Patrik, Erica y Henny van a buscarlo al almacén donde Lovisa pasaba mucho tiempo y después de encontrarlo Patrik lo lleva a la estación de la policía para interrogarlo, Axel le dice que había ido a casa de Fia para contarle sobre el amorío de su esposo, con el objetivo de que dejara a Lovisa y regresará a Londres. Cuando Patrik y Erica van a casa de Fia para interrogarla nuevamente descubren que había empacado sus cosas, la policía logra detenerla antes de que se vaya y durante el interrogatorio Fia revela que tenía sospechas sobre la aventura de su esposo, que habían intentado tener un hijo sin éxito y que Henrik le había revelado que Lovisa estaba embarazada, después de salir de la estación de policía Ulla va a buscar a Fia.
A la mañana siguiente Erica resibe la llamada de Henny quien le dice que Lovisa había aparecido, cuando la interrogan al inicio no dice nada pero luego les dice que había viajado a Uddevalla con su amiga Saga Andersson, una compañera de la escuela de natación. Ese mismo día Ylva se reúne con el abogado de la empacadora "Crecer-Stkust" y con Fia, cuando Björn llega Ylva le revela que ella y Fia le habían vendido sus partes de la empresa a Ulla, mientras que Lovisa encuentra a una persona a la que no reconoce afuera de su casa. Durante un nuevo flash-back al pasado se revela que Greger le había prometido a Astrid cuidar de ella y de su hijo, y durante la celebración de Santa Lucia había huido de la casa.
Al siguiente día luego de responder a una llamada sobre un objeto robado, Patrik encuentra los barriles tomados en el lago y cuando interroga a la gente descubre que habían visto un camión de la empresa de Ulla botarlos, sin embargo cuando va a interrogarla la encuentran muerta debido a un golpe fuerte en la cabeza. Cuando los resultados llegan Patrik, se da cuenta de que las impresiones de las amenazas no provenían de la fábrica "Crecer-Stkust" sino de la misma fábrica de los Lagerman. Cuando Ylva confronta a Björn, el le revela que solo había mandado las amenazas con el fin de que su hermano se fuera y dejara de quitarle el trabajo a los lugareños, Ylva creyendo que él era el responsable de las recientes muertes lo amenaza diciéndole que iba a ir con la policía si no se entregaba, Björn intenta suicidarse pero es detenido antes de que lo haga y cuando Henny lo encuentra, Björn le dice que él no había matado a nadie.
Unas horas después Erica se encuentra con Lovisa en la iglesia y ella le revela que había huido a Uddevalla con su amiga para realizarse un aborto y que la cita era el mismo día de la celebración de Santa Lucia, Lovisa también le revela que Henrik la había engañado diciéndole que la amaba y que dejaría a su esposa. POco después Lovisa confronta a Axel y cuando Erica la ve molesta y le pregunta sobre lo sucedido, Lovisa le dice que Axel la estaba acosando y le había mandado ropa para bebé, pero cuando le muestra la ropa que le habían enviado, Erica se da cuenta de que era la misma ropa que ella le había dado a Elias para donar unos días antes y que Axe era inocente.
Erica confronta a Elias, quien niega ser el responsable u cuando él se va ella se da cuenta de que estaba limpiando la lápida de una joven con el nombre de "Astrid" quien solo había vivido hasta los 17 años.
Finalmente se revela lo sucedido durante la Navidad de 1931 y los asesinatos en el 2012: Elias le dice que Astrid era su madre y que había muerto poco después de su nacimiento, también revela que su padre era Greger y que durante una noche mientras ella dormía, unas mujeres se lo habían llevado y lo habían puesto en adopción por órdenes de Greger, por lo que durante las celebraciones de Santa Lucia al verlo feliz y sin remordimientos con su familia, Astrid había huido y se había quitado la vida.
También le revela que una noche Lovisa había ido a la capilla y le había contado sobre su relación con Henrik, el embarazo y que él la había abandonado. Al darse cuenta de que Henrik solo la había usado así como Greger había usado a su madre, había decidido hablar con él y pedirle que asumiera su responsabilidad, sin embargo durante la confrontación, Henrik se había resbalado y golpeado fuertemente la cabeza, matándolo al instante. Igualmente le revela que mientras huía no se había dado cuenta de que Ulla se encontraba afuera de la empacadora vigilando a los Lagerman y que unas horas después ella lo había visitado y chantajeado con que convenciera a Ylva de vender su parte de la empresa o sino iría a la policía, por lo que la había matado. Finalmente Elias se suicida lanzándose de la ventana de la capilla, lo que deja horrorizada a Erica y cuando Patrik y la policía llegan se llevan su cuerpo.
Cuando Lovisa se reencuentra con Axel deciden retomar su relación, mientras que Patrik, Erica, sus hijos y Kristina pasan su primera Navidad en su casa.

## Personajes

### Personajes principales
| Actor                | Personaje       | Ocupación                                                      |
| -------------------- | --------------- | -------------------------------------------------------------- |
| Claudia Galli Concha | Erica Falck     | Escritora de Novelas Policíacas                                |
| Richard Ulfsäter     | Patrik Hedström | Inspector de la Policía                                        |
| Julia Sporre         | Lovisa Holm     | Amante de Henrik                                               |
| Happy Jankell        | Henny Lundgren  | Amiga de Lovisa                                                |
| Ulf Friberg          | Björn Lundgren  | Padre de Henny                                                 |
| Oscar Skagerberg     | Henrik Lagerman | Copropietario de la Empacadora de Pescado "Fjällback"          |
| Pia Halvorsen        | Ylva Lagerman   | Copropietaria de la Empacadora "Fjällback" / Hermana de Henrik |
| Ida Engvoll          | Fia Lagerman    | Esposa de Henrik                                               |
| Erik Årman           | Axel Själland   | Novio de Lovisa                                                |
| Sven-Bertil Taube    | Elias           | Párroco                                                        |

### Personajes secundarios
| Actor                   | Personaje       | Ocupación                                  |
| ----------------------- | --------------- | ------------------------------------------ |
| Ylva Lööf               | Ulla Lennartson | Dueña de la Empacadora "Crecer-Stkust"     |
| Maja Rung               | Astrid          | Mucama / Amante de Greger / Madre de Elias |
| Christer Fant           | Greger          | Amante de Astrid                           |
| Eva Fritjofson          | Kristina        | Madre de Patrik                            |
| Lennart Jähkel          | Mellberg        | Inspector en Jefe de la Policía            |
| Pamela Cortes Bruna     | Paula           | Oficial de la Policía                      |
| Ann Westin              | Annika          | -                                          |
| Nina Gunke              | Sissela Holm    | Madre de Lovisa                            |
| Tintin Anderzon         | Kajsa           | Miembro de la Iglesia                      |
| Ellen Stenman Göransson | Maja Hedström   | Hija de Erica y Patrik                     |
| Simon Brodén            | Anton Hedström  | Hijo de Erica y Patrik                     |
| Lukas Brodén            | Noel Hedström   | Hijo de Erica y Patrik                     |
| Måns Ellmark            | Torsten         | -                                          |
| Erik Åkerlind           | Arvidsson       | Mecánico                                   |
| -                       | Martha          | Mucama                                     |

## Producción
La película fue dirigida por Rickard Petrelius, escrita por los escritores Michael Hjorth y Camilla Läckberg (creadores y escritora de los personajes), así como con Linn Gottfridsson.
En la producción contó con el productor Pontus Sjöman y Caisa Westling, junto a los productores ejecutivos Jessica Ask, Klaus Bassiner, Wolfgang Feindt, Helena Danielsson, Jonas Fors, Michael Hjorth, Lone Korslund, Peter Nadermann y Christian Wikander, así como con las productoras asociadas Sigrid Strohmann y Helen Ahlsson, y el productor de línea Christian Sundkvist.
La música estuvo bajo el cargo de Johan Nilsson, mientras que la cinematografía en manos de Mats Axby y la edición fue realizada por Louise Brattberg. 
La película fue estrenada el 20 de noviembre de 2013 por DVD con una duración de 1 hora con 29 minutos.
Fue filmada en Fjällbacka, Provincia de Västra Götaland en Suecia.
Contó con la participación de la compañía de producción "Tre Vänner Produktion AB". Otras compañías que participaron en la serie fueron "Filmgate", así como con "Dagsljus Filmequipment" y "Restaurang Källaren".
En el 2013 la película fue distribuida por "Nordisk Film" en todos los medios en Suecia, por "Film1 Action" en televisión limitada y por "Lumière Home Entertainment" en DVD en los Países Bajos. Finalmente en el 2014 fue distribuida por "Alive Vertrieb und Marketing" en DVD en Alemania.

### Emisión en otros países
| País         | Título                                            | Fecha de Estreno                       |
| ------------ | ------------------------------------------------- | -------------------------------------- |
| Alemania     | Mord in Fjällbacka: Die Tränen der Santa Lucia    | 12 de noviembre de 2013                |
| España       | Los crímenes de Fjällbacka: La maldición de Lucía | 15 de diciembre de 2013                |
| Francia      | Les enquêtes d'Erica: La reine de la lumière      | 29 de septiembre de 2013               |
| Italia       | Omicidi tra i fiordi - La regina della luce       | 27 de abril de 2014                    |
| Noruega      | Mordene i Fjällbacka: Lysets dronning             | -                                      |
| Países Bajos | -                                                 | 29 de octubre de 2013 (estreno en DVD) |
| Rusia        | Королева света                                    | -                                      |